# Кшиш 4
Кшиш 4 (англ. Kshish 4) — індіанська резервація в Канаді, у провінції Британська Колумбія, у межах регіонального округу Кітімат-Стекін.

## Населення
За даними перепису 2016 року, індіанська резервація не ма постійного населення.

## Клімат
Середня річна температура становить 5,8°C, середня максимальна – 19°C, а середня мінімальна – -10,6°C. Середня річна кількість опадів – 1 228 мм.
| Клімат поселення                              | Клімат поселення | Клімат поселення | Клімат поселення | Клімат поселення | Клімат поселення | Клімат поселення | Клімат поселення | Клімат поселення | Клімат поселення | Клімат поселення | Клімат поселення | Клімат поселення | Клімат поселення |
| Показник                                      | Січ.             | Лют.             | Бер.             | Квіт.            | Трав.            | Черв.            | Лип.             | Серп.            | Вер.             | Жовт.            | Лист.            | Груд.            |                  |
| Середній максимум, °C                         | 1,46             | 4,28             | 8,02             | 11,74            | 15,58            | 19,02            | 18,08            | 18,06            | 14,08            | 8,57             | 2,84             | −0,91            |                  |
| Середня температура, °C                       | −4,56            | −1,75            | 1,98             | 5,71             | 9,54             | 12,98            | 15,53            | 15,51            | 11,53            | 6,03             | 0,28             | −3,45            |                  |
| Середній мінімум, °C                          | −10,58           | −7,78            | −4,06            | −0,32            | 3,52             | 6,96             | 12,98            | 12,96            | 8,99             | 3,47             | −2,24            | −6               |                  |
| Норма опадів, мм                              | 156              | 106              | 73               | 64               | 51               | 51               | 51               | 63               | 107              | 189              | 161              | 156              |                  |
| Середньомісячна швидкість вітру, м/с          | 2.52             | 2.42             | 2.40             | 2.41             | 2.31             | 2.34             | 2.11             | 1.92             | 1.85             | 2.04             | 2.21             | 2.36             |                  |
| Середньомісячна сонячна радіація, кДж/м²·день | 1993             | 4475             | 8830             | 14001            | 17836            | 19106            | 18234            | 15370            | 10244            | 5292             | 2485             | 1434             |                  |
| --------------------------------------------- | ---------------- | ---------------- | ---------------- | ---------------- | ---------------- | ---------------- | ---------------- | ---------------- | ---------------- | ---------------- | ---------------- | ---------------- | ---------------- |
| Джерело:                                      |                  |                  |                  |                  |                  |                  |                  |                  |                  |                  |                  |                  |                  |